# 요카이치정
요카이치정(八日市町)은 시가현 간자키군에 설치되었던 정이다.